# Piero Cipollone
Piero Cipollone (nascut el 3 de gener de 1962) és un economista i banquer central italià, actual membre de la junta del Banc Central Europeu.
El 1982 es va graduar en economia a la Universitat Sapienza de Roma, i el mateix any va fer un master en economia a la Universitat de Standford.
Cipollone ha ocupat diversos càrrecs d'alt nivell com a economista, com ara assessor econòmic del primer ministre d'Itàlia i director executiu del Banc Mundial, aixió com vicegovernador del Banc d'Itàlia. El novembre de 2023, va acabar prematurament el seu mandat per unir-se al Consell Executiu del Banc Central Europeu, succeint Fabio Panetta.
Durant una audiència de confirmació a la comissió ECON del Parlament Europeu, Cipollone va dir que donaria suport a un "diàleg obert i franc" amb el Parlament Europeu. El seu nomenament al BCE va ser recolzat al Parlament Europeu per 509 vots (54 vots en contra, 40 abstencions).
Cipollone està casat i té 2 fills, Rocco i Maria.